# Gladstone Agbamu
Gladstone Agbamu (* 23. November 1944) ist ein ehemaliger nigerianischer Hürdenläufer und Sprinter.
1970 wurde er bei den British Commonwealth Games in Edinburgh Siebter in der 4-mal-400-Meter-Staffel.
Über 400 m Hürden schied er bei den Olympischen Spielen 1972 in München im Vorlauf aus und erreichte bei British Commonwealth Games 1974 in Christchurch das Halbfinale.
Seine persönliche Bestzeit über 400 m Hürden von 51,3 s stellte er am 5. August 1972 in London auf.